# 776
776 (DCCLXXVI) je bilo prestopno leto, ki se je po julijanskem koledarju začelo na ponedeljek.

## Dogodki
- 1. januar

## Rojstva
- Al-Džahiz, arabski učenjak mutazilitske teološke šole (u. 868)